# Eustache de Saint-Far
Jean Far Eustache de Saint-Far (* 1746 in Paris; † 1828 in Mantes-sur-Seine) war ein französischer Architekt und Stadtbaumeister.

## Karriere
Sein Ingenieurstudium absolvierte er an der École Nationale des Ponts et Chaussées in Paris. Eustache de Saint-Far leistete mehrere Jahre Dienst im corps royal des ingénieurs bevor er im Jahr 1782 auf Vorschlag von Jacques Necker zum Architekten für zivile Krankenhäuser berufen wurde.

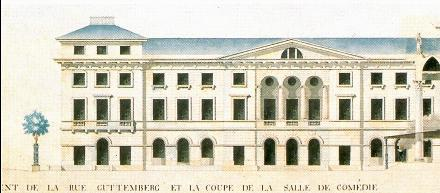
Entwurf eines Gebäudeensembles um einen geplanten salle de comedie als Randbebauung des Gutenbergplatzes in Mayence

Die Stadt Mainz als bedeutende Stadt der reunierten Gebiete links des Rheins sollte durch städtebauliche Maßnahmen repräsentabel gemacht werden. Mainz sollte sowohl militärische Funktionen als Durchgangsstation in Richtung Osten übernehmen, als auch später als Kaiserresidenz dienen und zum „Schaufenster des Empire“ werden. Eustache de Saint-Far als erfahrener Baumeister wurde als Departementbaudirektor und Oberingenieur für die zivilen Projekte eingesetzt. Durch ein Dekret Napoléons I. vom 13. Oktober 1804 wurden Plätze und Straßen angelegt, so eine Paradestraße mit dem Namen Grande Rue Napoléon, die auf den neu zu schaffenden Gutenbergplatz zulief und die Große Bleiche.
Artikel I: Il sera construit une nouvelle place dans la ville de Mayence, sur l'emplacement même des ruines, dans le quartier de la prévôté. Cette place aura de dix à douze mille mètres de superficie.
(Es wird ein neuer Platz in der Stadt Mainz auf dem Gelände der Ruinen, im Viertel der Dompropstei, gebaut werden. Dieser Platz wird eine Fläche von 10–12.000 Metern haben.)
Artikel IV: La place Neuve portera le nom de Guttenberg (sic!), inventeur de l'imprimerie.
(Der neue Platz wird den Namen Gutenbergs tragen, des Erfinders der Buchdruckerkunst.)
Eustache de Saint-Far entwarf das städtebauliche Konzept zur monumentalen Inszenierung des durch die Belagerung der Koalitionstruppen schwer beschädigten Stadtbilds. Hierbei musste er sich gegen Bischof Joseph Ludwig Colmar durchsetzen, denn nicht wenige Kirchen und sogar der Mainzer Dom des alten Bistums sollten der neuen Planung zum Opfer fallen.
Saint-Far, französischer Oberingenieur des Brücken- und Straßenbaus, erstellte auf Befehl des Kaisers Napoleon vom 1. Oktober 1804 im Jahre 1805 einen „Alinirungsplan“ der Stadt Mainz. Diese Karte hat eine Größe von 10 Fuß Höhe und die gleiche Breite. Sie war auf Stangen aufgerollt und befand sich im Mainzer Stadthaus. Der wirkliche Zustand der Stadt ist schwarz aufgetragen, das, was bei der neuen Alinirung (Anpassung) wegfallen soll, ist gelb, und was hinzugebaut werden soll, rot angestrichen. Dieser Plan blieb nur Projekt und obwohl sie dem Minister des Innern Champagny vorgelegt wurde, ohne Bestätigung.
Die Bauten waren im klassizistischen Stil des Empire konzipiert. Von den Bauten wurde nur einer im Nordwesten des Gutenbergplatzes realisiert. Das Haus (Baujahr 1810) war durch Arkaden im rustizierten Erdgeschoss charakterisiert und hatte dreieinhalb Geschosse, vergleichbar den Gebäuden an der Rue de Rivoli in Paris.
1807 errichtete Saint-Far einen dritten Schlossflügel, allerdings nur eingeschossig als Zollhaus ausgeführt. Die Funktionalität wurde durch eine offene Hofseite und geschlossene Stadtseite bestimmt. Über Pfeilern aus Sandstein mit dorischen Kapitellen erstreckte sich wiederum eine Bogenzone.
Die Martinsburg wurde 1807 endgültig abgerissen und ein Freihafen aus deren Steinen abgemauert. Bis zur Errichtung des Zoll- und Binnenhafen Mainz sollte dies der einzige Freihafen bleiben.
Im Jahr 1806 begann der Bau des Hospice Josephine, benannt nach Joséphine de Beauharnais, Napoleons Gemahlin, der jedoch nie vollendet wurde. Es wurden die Gebäudetrakte an der Neutorstraße (Nr. 8/10) an Stelle des alten Kapuzinerklosters errichtet, während die übrigen Klostergebäude weiter genutzt wurden. Dies sollte eines der wenigen Beispiele der Revolutionsarchitektur auf dem Gebiet des späteren Deutschland darstellen. Die Medizinische Fakultät der Universität sollte in eine École spéciale de médicine transformiert werden, für die ein neues Gebäude anstelle der Welschnonnenkirche geplant war. Auch dieses Gebäude wurde nicht realisiert. Außerdem wurde Mayence an das französische Fernstraßennetz, beispielsweise mit der Kaiserstraße, angeschlossen. Das Projekt wurde von Saint-Far als Chefingenieur für Brücken und Straßen ausgearbeitet. In diesem Kontext arbeitete das Amt für Straßen- und Brückenbau zwei verschiedene Pläne aus.
1803 wurde der Hauptfriedhof Mainz errichtet um Beerdigungen nicht mehr ausschließlich unter kirchlichen Gesichtspunkten zu gestalten, sondern sie unter das Primat der politischen bzw. bürgerlichen Gemeinde zu stellen. In seiner Position arbeitete er eng mit Jeanbon St. André, dem Préfet du Département du Mont-Tonnerre, und Franz Konrad Macké, dem Maire de Mayence, zusammen.
Einer seiner Mitarbeiter war François-Auguste Cheussey, der an den Großbaumaßnahmen in der Stadt beteiligt war und unter anderem St. Achatius in Zahlbach, den einzigen Mainzer Kirchenneubau in napoleonischer Zeit, erbaute.